# Vettabbia
Le Naviglio Vettabbia est un canal agricole qui recueille les eaux du Seveso et du torrent Molia au sud de Milan.

## Histoire
La Naviglio Vettabbia naît à l'époque romaine, Pendant la captation des eaux du nord de Milan; ce canal, qui jadis devait être une extension naturelle du torrent Nirone, est créé afin de capter les eaux des fleuves Seveso, Molia et d'autres
cours d'eau d'importance et se jette dans le Lambro près de Melegnano.
L'origine du nom se rapporte probablement au latin vectabilis (capable de transporter), vu qu'il était navigable dans l'ère antique.
L'évolution de la ville a fini par réduire le Vettabbia en un banal canal agricole qui capte les eaux de Milan et coule vers le sud, (dans le parc agricole sud de Milan), traverse les champs en direction de l'Abbaye de Chiaravalle et se dirige, toujours à travers le parc, en direction de Melegnano.

## Sources
- (it) Cet article est partiellement ou en totalité issu de l’article de Wikipédia en italien intitulé « Vettabbia » (voir la liste des auteurs).